# Ambasador Republike Slovenije v znanosti
Ambasador Republike Slovenije v znanosti je priznanje, ki se podeljuje od leta 1991 naprej in ga vsako leto podeli ministrstvo pristojno za znanost. Kriteriji za podelitev priznanja so: 
- izkazano znanstveno delovanje v tujini,
- izkazan prispevek pri prenosu izvirnih znanstvenih dosežkov v Slovenijo,
- podeljena ugledna tuja priznanja,
- izdane knjige s široko odmevnostjo v tujini,
- odmevne raziskave,
- odmevni nastopi na znanstvenih srečanjih,
- aktivno članstvo v uglednih znanstvenih in strokovnih združenjih.

Od leta 2005 naprej zakon določa, da se priznanje podeljuje za pomembne dosežke na področju raziskovalne dejavnosti zamejskih Slovencev in Slovencev, ki delujejo ali so delovali v tujini. Priznanje se lahko posamezniku oziroma posameznici podeli samo enkrat.

## Zgodovina
Priznanja so bila prvič podeljena leta 1991 in o njih je odločal Upravni odbor Sklada Borisa Kidriča. S podeljevanjem je nadaljevalo Ministrstvo za znanost in tehnologijo Republike Slovenije, oziroma od leta 2000, to je od reorganizacije ministrstev naprej jih podeljuje ministrstvo pristojno za znanost. O nagrajencih je odločala Komisija Republike Slovenije za nagrade in priznanja, od leta 2006 naprej pa odloča Odbor za podelitev nagrade, ki ga imenuje Vlada Republike Slovenije.
Sprva se je vsako leto podelilo največ 5 priznanj, od leta 1998 naprej največ štiri priznanja in od leta 2006 naprej največ tri priznanja. Avtorji, ki so za svoje delo že prejeli priznanje Ambasador Republike Slovenije v znanosti, ga ponovno ne morejo prejeti.